# الی میسون
الی میسون (انگلیسی: Ellie Mason؛ زادهٔ ۱۶ فوریهٔ ۱۹۹۶) بازیکن فوتبال اهل بریتانیا است که در پست هافبک برای بیرمنگام سیتی در قهرمانی زنان اتحادیه فوتبال انگلیس بازی می‌کند.
وی همچنین در تیم‌های ملی فوتبال زنان ایرلند شمالی بازی کرده است.